# Nephelium topengii
Nephelium topengii là một loài thực vật có hoa trong họ Bồ hòn. Loài này được (Merr.) H.S. Lo mô tả khoa học đầu tiên năm 1974.